# Cacosternum rhythmum
Espèce
Statut de conservation UICN

 LC  : Préoccupation mineure
Cacosternum rhythmum est une espèce d'amphibiens de la famille des Pyxicephalidae.

## Répartition
Cette espèce est endémique du KwaZulu-Natal en Afrique du Sud.

## Étymologie
Le nom spécifique rhythmum vient du latin rhythmus, le rythme, en référence au chant rythmique de cette espèce.

## Publication originale
- Channing, Schmitz, Burger & Kielgast, 2013 : A molecular phylogeny of African Dainty Frogs, with the description of four new species (Anura: Pyxicephalidae: Cacosternum). Zootaxa, no 3701 (5), p. 518–550.